# Botho Strauss
Botho Strauss, född 2 december 1944 i Naumburg an der Saale, är en tysk författare med många dramer och prosaverk bakom sig. Han är en av de mest framgångsrika och mest spelade tyska dramatikerna i Tyskland idag. Han är bosatt i Uckermark utanför Berlin.

## Biografi
Strauss studerade några terminer germanistik, teaterhistoria och sociologi i Köln och München, men avbröt sina studier utan att avlägga någon examen. Mellan 1967 och 1970 var han verksam som journalist och redaktör på teatertidskriften "Theater heute". Efteråt arbetade han fram till 1975 som dramaturg på Schaubühne am Halleschen Ufer, en teater som då fanns i Berlinstadsdelen Kreuzberg.
Hans förstlingsverk mottogs positivt av litteraturkritikerna, men det var först med romanen Den unge mannen (orig. Der junge Mann, 1984) som han fick större uppmärksamhet. Romanen har kallats "den första postmoderna romanen".
Vid sidan av teaterpjäser har Strauss skrivit flera noveller och essä- och aforismsamlingar. Hans litterärt skrivna filosofiska utläggningar präglas av en pågående kritik av samtiden och dess kultur. Han har ständigt varit uppmärksammad för sin politiska hållning, från aforismsamlingen Paare, Passanten (1981), som mottogs väl av vänsterintellektuella, till essän Tilltagande bocksång (orig. Anschwellender Bocksgesang, 1993), med vilken Strauss under 1990-talet profilerade sig politiskt som nationalistiskt inriktad högerradikal. Essän betonade värden som blodsband, folkgemenskap och tysk självkänsla. Titeln är en ordlek där Strauss dels anspelar på den ursprungliga grekiska betydelsen av ordet tragedi, som är "bocksång", dels anspelar på att den tyska nationalkänslan enligt Strauss har blivit till ett slags "syndabock" efter nazismens härjningar. På senare år har Strauss, likt Thomas Mann, alltmer kommit att betrakta sig som "opolitisk".
Strauss har tilldelats flera litterära priser, bland annat Georg Büchner-priset, och översatts till ett flertal språk. Både hans prosa och dramatik finns representerade på svenska. Bland hans översättare till svenska märks bland andra Hans Levander och Lars W. Freij. Strauss pjäs Rummet och tiden sattes på 1990-talet upp av Ingmar Bergman.
2008 gick den tyske författaren Martin Walser ut i tidningen Die Zeit och menade att Botho Strauss borde belönas med Nobelpriset i litteratur.

## Verk
- Die Hypochonder (1972)
- Bekannte Gesichter, gemischte Gefühle (1974)
- Marlenes Schwester (1975)
- Trilogie des Wiedersehens (1977)
- Tillägnan (Die Widmung, 1977) (översättning Hans Levander, Norstedt, 1979)
- Groß und klein (pjäs, 1978) (Stort och smått, otryckt översättning av Anders Carlberg för Kungliga Dramatiska Teatern, 1982)
- Buller (Rumor, 1980) (översättning Hans Levander, Norstedt, 1981)
- Kalldewey: farce (1981) (Kalldewey, otryckt översättning av Frederik Sjögren för Stockholms stadsteater, 1982)
- Paare, Passanten (1981)
- Der Park (1983, efter En midsommarnattsdröm av William Shakespeare) (Parken, otryckt översättning av Monica Ohlsson för Stockholms stadsteater, 1986)
- Den unge mannen (Der junge Mann, 1984) (översättning Frederik Sjögren, Norstedt, 1987)
- Diese Erinnerung an einen, der nur einen Tag zu Gast war (1985)
- Die Fremdenführerin (1986)
- Das Sparschwein (1987)
- Ingen annan (Niemand anderes, 1987) (översättning Eva Liljegren, Norstedt, 1990)
- Molières misantrop (Molières misanthrope, 1987, parafras på Molièrepjäsen) (otryckt översättning av Bengt Anderberg för Göteborgs stadsteater, 2000)
- Versuch, ästhetische und politische Ereignisse zusammenzudenken (1987)
- Besucher (1988)
- Sieben Türen (pjäs, 1988) (Sju dörrar, otryckt översättning av Monica Ohlsson för Stockholms stadsteater, 1988)
- Kongress. Die Kette der Demütigungen (1989)
- Über Liebe (1989)
- Die Zeit und das Zimmer (1989) (Rummet och tiden, otryckt översättning av Per Erik Wahlund för Kungliga Dramatiska Teatern, 1993)
- Schlusschor (1991)
- Angelas Kleider (1991)
- Beginnlosigkeit (1992)
- Das Gleichgewicht (1993)
- Skymma, ljuga, bo (Wohnen, Dämmern, Lügen 1994) (översättning Peter Handberg, Norstedt, 1996)
- Ithaka, München (1996)
- Kopistens misstag (Die Fehler des Kopisten, 1997) (översättning Lars W Freij, Norstedt, 2000)
- Der Kuss des Vergessens (1998)
- Die Ähnlichen (1998)
- Jeffers-Akt I und II (pjäs, 1998)
- Der Gebärdensammler (1999)
- Das Partikular (2000)
- Der Narr und seine Frau heute abend in Pancomedia (2001)
- Die Nacht mit Alice, als Julia ums Haus schlich (2003)
- Der Untenstehende auf Zehenspitzen (2004)
- Schändung (2005, efter Titus Andronicus av William Shakespeare)
- Die eine und die andere (2005)
- Nach der Liebe beginnt ihre Geschichte (I Theater der Zeit 09/2005)
- Mikado (2006)
- Botho Strauß & Neo Rauch: Der Mittler (fem kalenderberättelser med åtta kritteckningar, numrerad och signerad upplaga i 180 ex, Verlag Kleinheinrich, Münster 2006, ISBN 3-930754-44-4)
- Die Unbeholfenen: Bewußtseinsnovelle (2007)
- Mädchen mit Zierkamm (kortroman)
- Vom Aufenthalt (2009)
- Das blinde Geschehen. UA: März 2011, Burgtheater Wien
- Leichtes Spiel. Rowohlt, Reinbek bei Hamburg 2009, ISBN 978-3-498-06409-9; UA: 2011, Residenztheater München.
- Sie/Er, Erzählungen. Ausgewählt und herausgegeben von Thomas Hürlimann. Hanser Verlag, München 2012, ISBN 978-3-446-23865-7.
- Lichter des Toren. Der Idiot und seine Zeit. Diederichs-Verlag, München 2013, ISBN 978-3-424-35088-3.
- Der zurück in sein Haus gestopfte Jäger, Texte. Ausgewählt und herausgegeben von Heinz Strunk. Rowohlt Taschenbuch, Reinbek 2014, ISBN 978-3-499-26755-0.
- Herkunft. Hanser, München 2014, ISBN 978-3-446-24676-8.
- Allein mit allen. Gedankenbuch, Hanser, München 2014, [[Spezial:ISBN-Suche/9783446246089|ISBN 978-3-446-24608-9]]

### Essäer
- "Der Aufstand gegen die sekundäre Welt" (efterord i George Steiner: Von realer Gegenwart, München 1990)
- "Anschwellender Bocksgesang" (I Der Spiegel 6/1993)
- "Der Buchstabe wird zum Atemzug" (med anledning av Peter Steins 60-årsdag) (I FAZ, sep 1997)
- "Das letzte Jahrhundert des Menschen: was aber kommen wird ist Netzwerk: Bemerkungen zu Sein und Zeit" (I FAZ, 2 jan 1999)
- "Am Rand. Wo sonst" (I Die Zeit 06/2003)
- "Wollt ihr das totale Engineering?" (I Die Zeit 20 dec 2000)
- "Orpheus aus der Tiefgarage: Botho Strauß über Gene, Liebe und die Verbrechen der Intimität" (I Der Spiegel, 21 feb 2004, Nr. 9, S. 164 ff)
- "Man muß wissen, wie die Sonne funktioniert" (I FAZ 21 okt 2005)
- "Der Konflikt" (I Der Spiegel, 13 feb 2006)
- "Was bleibt von Handke?" (I FAZ 1 juni 2006)
- "Der Maler löst den Bann: über Gerhard Richter und seine 'übermalten Fotos'" (I Der Spiegel 30/2008)
- "Heideggers Gedichte" (I FAZ 19 sep 2008)
- "Der letzte Deutsche. Eine Glosse." (Der Spiegel 2 okt 2015)

## Priser och utmärkelser
- Mülheimer Dramatikpris1982
- Jean-Paul-Preis1987
- Georg Büchner-priset 1989
- Theaterpris Berlin1993
- Schiller-Gedächtnispreis 2007